# Ка Турката (Венеција)
Ка Турката (итал. Ca' Turcata) је насеље у Италији у округу Венеција, региону Венето.
Према процени из 2011. у насељу је живело 310 становника. Насеље се налази на надморској висини од -1 м.